# Giornalista professionista
Il giornalista professionista è una figura professionale prevista in Italia, disciplinata dalla legge 3 febbraio 1963, n. 69. Si distingue dal giornalista pubblicista, che svolge l'attività in maniera non esclusiva, esercitando altre professioni o impieghi. L'accesso avviene esclusivamente tramite esame di Stato ed il rapporto di lavoro è regolato dal "Contratto collettivo nazionale di lavoro giornalistico".

## Evoluzione storica
La disciplina principale è stata per lungo tempo la norma del 1963, nel dicembre 2011 il governo Monti ha previsto l'introduzione di nuove regole comuni per i diversi ordini professionali, tra i quali quello dei giornalisti. Tali regole interessano tre ambiti: le attività formative, quelle amministrative e, infine, quelle deontologiche. Per il primo ambito (formazione), l'ordine nazionale ha approvato il relativo regolamento nel corso del 2012. Per l'attività amministrativa, l'ordine ha redatto nello stesso anno una bozza del relativo regolamento. I procedimenti disciplinari non sono più interamente celebrati dagli ordini regionali e da quello nazionale: la nuova disciplina prevede infatti che, a livello regionale, le funzioni di istruzione e di decisione delle controversie disciplinari debbano essere assolte dai consigli territoriali di disciplina, mentre il consiglio nazionale di disciplina gestisce i ricorsi.

## Normativa

### Requisiti giuridici
Come titolo di studio è bastevole il diploma di scuola media superiore. Il diploma di laurea è necessario però per frequentare uno dei master delle scuole di giornalismo convenzionate con l'ordine professionale.
Inoltre secondo la legge, vanno iscritti nell'elenco dei pubblicisti coloro che svolgono attività giornalistica non occasionale e retribuita anche se esercitano altre professioni o impieghi.
 Va iscritto all'elenco pubblicisti anche il giornalista professionista che non esercita più come professione principale l'attività giornalistica. Il professionista inoltre non può contemporaneamente iscriversi ad alcuni ordini professionali (ad esempio a quello degli avvocati, a differenza del pubblicista).
Chi non è iscritto all'ordine non può, ai sensi della legge, definirsi giornalista. Sebbene la Costituzione italiana tuteli la libera manifestazione del pensiero, l'"esercizio abusivo della professione" giornalistica, al pari delle altre professioni regolamentate da un albo professionale, è un reato, previsto dall'articolo 348 del codice penale.

### Il tirocinio professionale
Il "praticantato" giornalistico è requisito obbligatorio. Possono infatti divenire giornalisti professionisti solamente coloro che hanno svolto almeno 18 mesi di tirocinio presso una redazione dove sono assunti già altri professionisti (almeno tre, retribuiti secondo il contratto nazionale di lavoro giornalistico). Il giornalista praticante per esserlo deve ottenere un contratto di praticantato giornalistico di almeno 12 mesi, che gli consente l'iscrizione al "registro praticanti" dell'Ordine.
L'Ordine tuttavia può riconoscere d'ufficio la "compiuta pratica" svolta in una redazione, anche senza un regolare contratto. Trascorsi i 18 mesi, il praticante giornalista deve superare un esame di idoneità professionale, scritto e orale, davanti a una commissione nazionale dell'Ordine, presieduta da un magistrato.

### L'esame di idoneità professionale
Le modalità di accesso alla professione giornalistica sono disciplinate  dal Titolo II, Capo I, ex artt. 26-36, legge 3 febbraio 1963 n. 69. Con la riforma delle professioni operata dal DPR 7 agosto 2012, n. 137, viene confermato che il praticantato non impone, ipso facto, l’esclusiva. In attesa di una riforma che stabilisca un diverso titolo di studio (la laurea), continueranno ad essere ammessi all'esame anche i praticanti redattori (non laureati) e i freelance (con 5 anni di attività alle spalle) purché abbiano seguito, anche via web (e-learning) corsi di formazione teorica e aggiornamento sulle aree disciplinari sopraelencate, della durata di almeno trecento ore complessive, in strutture abilitate mediante la stipula di convenzioni con il Consiglio nazionale dell'Ordine. Nel dettaglio, sono ammessi all'esame:
- Gli attuali praticanti;
- I non laureati che abbiano lavorato continuativamente per due anni in organi di informazione (una sola testata) e che abbiano frequentato almeno trecento ore di formazione in corsi promossi o convenzionati con l'Ordine;
- I non laureati che abbiano lavorato per almeno cinque anni, a tempo pieno, in più testate e abbiano frequentato le trecento ore di formazione.

L'esame di idoneità professionale si tiene a Roma in due sessioni annuali, organizzate dall'Ordine. Consiste in una prova scritta, della durata di 8 ore, e una prova orale di tecnica e pratica del giornalismo, integrata dalla conoscenza delle norme giuridiche che hanno attinenza con la materia del giornalismo.
Fanno parte della commissione esaminatrice: un magistrato di corte d'appello (presidente), due professori universitari, tre giornalisti professionisti (laureati e con 10 anni di anzianità; oppure non laureati, ma con 20 anni di anzianità professionale) e un rappresentante della Federazione Italiana Editori Giornali (FIEG).
Così stabilisce la legge:
1. La commissione esaminatrice è composta di sette membri.
2. Il Presidente è nominato tra i magistrati di Tribunale o di Corte d'Appello, su designazione del Presidente della Corte d'appello della città sede di esame.
3. Tre membri sono nominati tra gli iscritti nell'elenco dei giornalisti professionisti dell'albo da almeno dieci anni, in possesso di laurea, ovvero tra gli iscritti nello stesso elenco da almeno venti anni, su designazione del Consiglio nazionale dell'Ordine dei Giornalisti. Tra tali membri è scelto il segretario della commissione esaminatrice.
4. Due membri sono nominati tra i professori universitari, ordinari o associati, anche a riposo da non più di cinque anni, su designazione del Consiglio universitario nazionale.
5. Un membro, in possesso di laurea, è nominato tra i rappresentanti degli editori, su designazione della FIEG.
6. Sono nominati altresì sette membri supplenti appartenenti alle medesime categorie dei componenti effettivi.
7. Qualora il numero dei candidati sia superiore a quattrocento, è nominata una sottocommissione, presieduta dallo stesso Presidente della commissione principale e composta da altri sei componenti appartenenti, rispettivamente, alle categorie di cui ai commi 3, 4 e 5.
8. Qualora il numero dei candidati sia superiore a ottocento, su proposta del Consiglio nazionale dell'ordine dei giornalisti, possono essere costituite altre commissioni esaminatrici. In tal caso gli esami possono svolgersi in più sedi.

La prova scritta si svolge in un'unica giornata ed è così articolata:
- Sintesi di un articolo scelto dal candidato tra i due forniti dalla commissione per la lunghezza di trenta righe da sessanta battute ciascuna;
- Redazione di un articolo, di quarantacinque righe da sessanta battute ciascuna, su argomenti di attualità scelti dal candidato tra quelli proposti dalla commissione, in numero non inferiore a sei, tra i seguenti: Politica interna ed estera, Economia e lavoro, Cronaca, Sport, Cultura, Scienze, Tecnologie, Spettacolo;
- Questionario di sei temi con risposte libere concernenti il diritto costituzionale, il diritto penale, l'etica e la deontologia professionale e la storia e la tecnica del giornalismo.

La prova orale consiste in un colloquio diretto ad accertare la conoscenza dei principi dell'etica professionale, delle norme giuridiche attinenti al giornalismo e, specificatamente, delle tecniche e pratiche inerenti all'esercizio della professione.

## Le figure
Le figure  sono molteplici e differenziate in rapporto al settore e all'azienda editoriale. Queste sono le figure inquadrate nel Ccnlg (Contratto collettivo nazionale lavoro giornalistico) siglato da Fnsi e Fieg e spesso utilizzate impropriamente per definire ruoli giornalistici:
- collaboratore
- redattore
- capo servizio
- inviato
- editorialista (ruolo coperto dal direttore responsabile o da firme cui spetta di rappresentare la linea editoriale della testata, ispirata dall'editore di riferimento).
- vice caporedattore
- caporedattore
- caporedattore centrale
- vicedirettore

## Il CCNL "Lavoro Giornalistico" (CCNLG)

### Generalità
Le parti contraenti sono da un lato gli editori (rappresentati dalla FIEG), dall'altro i giornalisti, i quali prestano un'attività continua e con rapporto di dipendenza (rappresentati dalla FNSI). In Italia i contratti collettivi di lavoro sono normati dal 1959 (Decreti Vigorelli, diventati legge con il DPR n. 153/1961).
Da quella data è stato stipulato il contratto nazionale di categoria tra FNSI (in rappresentanza dei giornalisti) e FIEG (in rappresentanza dei datori di lavoro). L'ultimo contratto nazionale è stato firmato a Roma nel 2009 .
L'intero art. 6 del contratto è dedicato alla figura del direttore, cui competenza esclusiva è fissare ed impartire le direttive politiche e tecnico-professionali del lavoro redazionale, stabilire le mansioni di ogni giornalista, adottare le decisioni necessarie per garantire l'autonomia della testata, nei contenuti del giornale e di quanto può essere diffuso con il medesimo, dare le disposizioni necessarie al regolare andamento del servizio e stabilire gli orari. Da tali compiti si ravvisa l'influenza del direttore nel conferire una certa linea politica al giornale.
Il contratto prevede anche un allegato con cui, in via sperimentale, viene disciplinato autonomamente il rapporto tra aziende di giornali online e redattori addetti.

### Il principio dell'autonomia
Il giornalista mantiene le proprie prerogative, dovute allo status professionale, anche quando lavora in una redazione, cioè con un contratto di lavoro subordinato. La subordinazione è attenuata, sia per il fatto di appartenere a un Ordine professionale, sia per le caratteristiche oggettive del lavoro giornalistico: la realizzazione di un giornale, infatti, è assimilabile alla produzione delle opere dell'ingegno. Come la creazione di un romanzo o di una sinfonia è frutto dell'ingegno di una sola persona, il giornale è un'opera d'ingegno collettiva.
La natura creativa del lavoro giornalistico è stata confermata dalla giurisprudenza della Corte di cassazione.

### Risoluzione del rapporto di lavoro
L'art. 32 del contratto specifica i "legittimi motivi di risoluzione del rapporto", cioè quelle che vengono normalmente definite clausole di coscienza, nei quali casi il giornalista può cessare il contratto e ricevere il trattamento di fine rapporto (TFR). I motivi sono:
- sostanziale cambiamento dell'indirizzo politico del giornale
- utilizzazione dell'opera del giornalista in altro giornale della stessa azienda con caratteristiche sostanzialmente diverse, tale da menomare la dignità professionale del giornalista
- situazione incompatibile con la dignità del giornalista, per fatti che comportino la responsabilità dell'editore

## Le scuole di giornalismo
Vi sono inoltre alcune scuole post universitarie, a numero chiuso, riconosciute dall'Ordine dei giornalisti come «Scuole di giornalismo». La frequenza dei corsi di tali istituti è equiparata al praticantato giornalistico.
Oggi le scuole riconosciute dall'Ordine sono 14 in tutto il territorio nazionale, così distribuite :
- Nord: una a Torino, tre a Milano e una a Bologna;
- Centro: Teramo, Urbino, Perugia, Sora (FR) e due a Roma;
- Sud: Bari, Salerno e Napoli.